# 비보르시

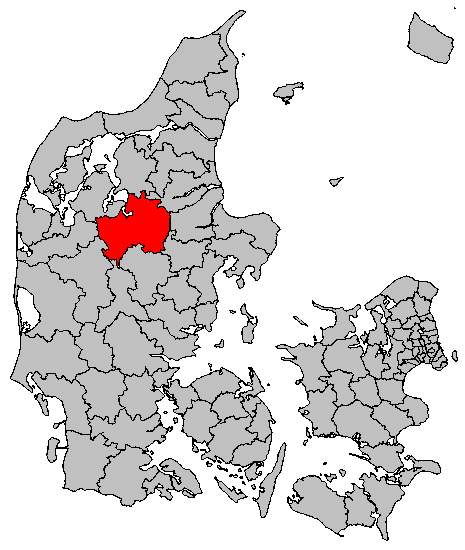
비보르 시의 위치

비보르시(덴마크어: Viborg Kommune)는 덴마크 중앙윌란 지역에 위치한 지방 자치체로 행정 중심지는 비보르이며 면적은 1,421.04km2, 인구는 94,622명(2014년 4월 1일 기준)이다. 윌란반도 중부에 위치한다.